# بنجامين جونز (دراج)
بنجامين جونز (بالإنجليزية: Benjamin Jones)‏ مواليد 1882 - الوفاة 1963، كان دراج إنجليزي. سبق أن شارك في دورة الألعاب الأولمبية الصيفية وفاز بميدالية أولمبية.

## الميداليات
| الميدالية | المسابقة                       |
| --------- | ------------------------------ |
| ذهبية     | الألعاب الأولمبية الصيفية 1908 |
| ذهبية     | الألعاب الأولمبية الصيفية 1908 |
| فضية      | الألعاب الأولمبية الصيفية 1908 |

## روابط خارجية
- بنجامين جونز على موقع أرشيف الدراجات (الإنجليزية)
- بنجامين جونز على موقع اللجنة الأولمبية الدولية (الإنجليزية)
- بنجامين جونز على موقع أوليمبيديا (الإنجليزية)